# Hadena segregata
Hadena segregata är en fjärilsart som beskrevs av Smith 1893. Hadena segregata ingår i släktet Hadena och familjen nattflyn. Inga underarter finns listade i Catalogue of Life.